# Homer (poemat)

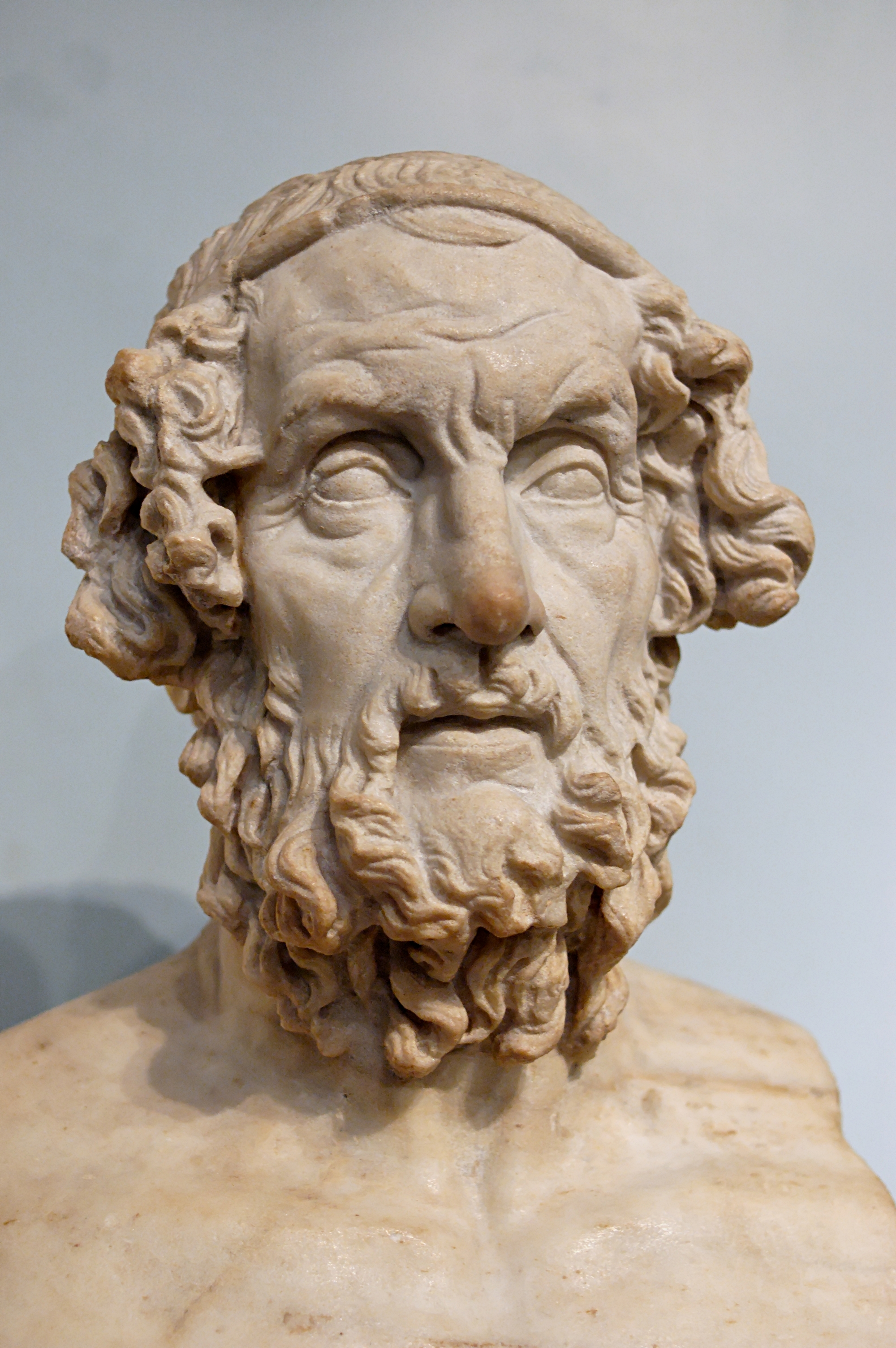
Homer

Homer – poemat szkockiego poety Williama Edmondstoune'a Aytouna, opublikowany w zbiorze Poland, Homer, and Other Poems, wydanym w 1832, kiedy autor miał zaledwie dziewiętnaście lat. Poeta zadedykował cały tom księciu Adamowi Czartoryskiemu. Poemat Homer, poświęcony największemu greckiemu poecie epickiemu, jest napisany oktawą.
Far in the glass of the AEgean sea 

There lies a lonely and sequestered isle, 

Where Innocence was queen — fair queen! whom we 

Desire to seek, but cannot; impious guile 

Was there unknown. The gentle and the free 

Gazed on each other with unclouded smile, 

And Beauty, with a hand of melting power. 

Tended that garden like a faery bower.